# Strijkkwartet nr. 2 (Nielsen)
Carl Nielsen componeerde zijn Strijkkwartet in f mineur in 1890.

## Geschiedenis
Nielsen had een vaste baan als violist bij het Koninklijk Deense Orkest toen hij zijn tweede strijkkwartet begon te componeren. Zijn eerste strijkkwartet wachtte nog op publicatie, vandaar dat dit kwartet een lager opus-nummer heeft dan zijn eerste. Daarnaast kreeg hij een toelage uit Det Ancherske Legat van meer dan zijn jaarsalaris. In februari 1890 was Nielsen begonnen aan zijn strijkkwartet in de hoop dat hij het spoedig zou voltooien. Echter toen hij in september 1890 naar Duitsland vertrok voor zijn eerste buitenlandse reis en cursus, had hij alleen het eerste deel kunnen afmaken tijdens zijn verblijf in Nørre Lyndelse. De toen 25-jaar oude Nielsen raakte als sneel onder de indruk van het culturele leven in Dresden, Leipzig en Berlijn. Hij was zwaar onder de indruk van ontmoetingen met het schilderij De goudweger van Rembrandt van Rijn en van José de Ribera’s Diogenes met zijn lantaarn. In deel vier staat zelfs een zelf handgeschreven commentaar op zijn “vreemde” harmonieën in zijn muziek: Wat nou vreemde harmonie, denk aan Ribera.
Nielsen vertrok met een aanbeveling van de componist Niels Wilhelm Gade, die toen enige bekendheid had in Duitsland. Deze aanbeveling zorgde er uiteindelijk voor Nielsen zijn strijkkwartet mocht voorspelen bij de Duitse componist en dirigent Joseph Joachim op 18 december 1890. Nielsen zag achteraf de bui al hangen voor de mening van Joachim, toen hij met een gelegenheidskwartet met Fini Henriques (ook componist), Frederik Schendler-Petersen en Amerikaan Paul Henry Morgan (cello) het werk had voorgespeeld. De vele modulaties en enharmonische variaties zorgden ervoor dat het werk uiterst zuiver gespeeld moest worden en dat voor een grote bekendheid die Joachim toen was. De mening van Joachim was nogal mild; hij onderkende zeker het talent van Nielsen, maar het was voor Joachim veel te modern. Wel raadde hij aan enige wijzigingen door te voeren, maar Nielsen vond die te veel inbreuk maken op zijn compositie. Joachim stelde zich bescheiden op door terug te schrijven, dat hij een oude man was en dat Nielsen moest componeren wat hij wilde, zo lang hij er maar achter stond.
De eerste openbare uitvoering vond uiteindelijk plaats in Kopenhagen, waarbij het werk goed werd ontvangen. Het werk raakte verder bekend toen het toen bekende Strijkkwartet van Brussel waarschijnlijk op voorspraak van Eugène Ysaÿe het opnam in hun repertoire. Nielsen en zijn uitgever ontmoetten de sterviolist in 1894 en Ysaÿe floot het begin van het strijkkwartet dat hij net in Nice had gehoord. Het Quatuor de Bruxelles, dat masterclasses volgde bij Ysaÿe, speelde het over de gehele wereld, ook in Zuid-Amerika. Het kwartet bestond toen waarschijnlijk uit Henri Desclin – viool, Theo Delvenne – viool, F van Schepdael – altviool en Léon Roy – cello.

## Muziek
Het werk doet zeer jeugdig en fris aan. De modulaties en enharmoniek vallen in het geheel niet op. Deel vier heeft een thema, dat meteen in het hoofd blijft zitten. Het werk kent de klassieke vierdelige structuur:
1. Allegro non troppo ma energico
2. Un poco Adagio
3. Allegretto scherzando
4. Finale: Allegro appassionato

## Discografie
- Uitgave Dacapo: Jong Deens Strijkkwartet
- Uitgave Chandos: versie Zapolski Kwartet en versie Athena Ensemble
- uitgave BIS Records: Kontra Kwartet
- Uitgave Naxos: Oslo Kwartet
- Uitgave Danacord: Erling Bloch Kwartet

## Bron
- Uitgave Dacapo.